# Anzola d'Ossola
Anzola d'Ossola je italská obec v provincii Verbano-Cusio-Ossola v oblasti Piemont.
K 31. prosinci 2011 zde žilo 452 obyvatel.

## Sousední obce
Massiola, Ornavasso, Pieve Vergonte, Premosello-Chiovenda, Valstrona